# Dấu viết lược

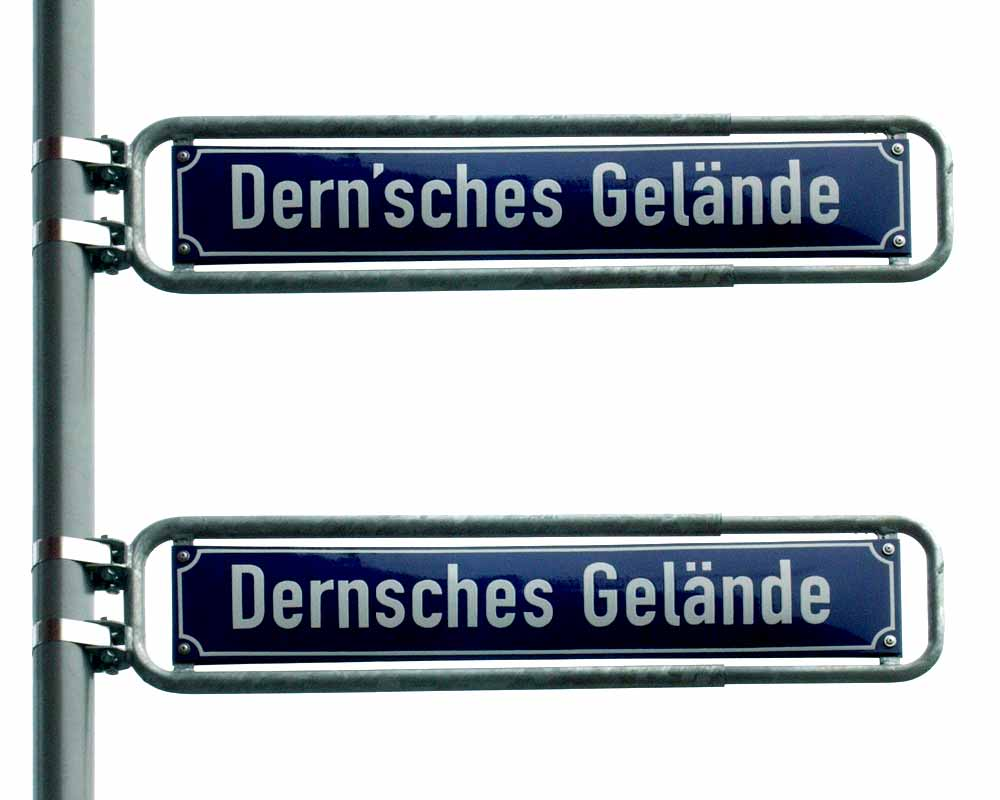
Bảng hiệu tiếng Đức; bảng phía trên dùng dấu viết lược giữa chữ 'n' và 's'

Dấu viết lược là một ký hiệu trong các ngôn ngữ dùng chữ cái Latin; dấu viết lược hình dạng giống như dấu phẩy nhưng đặt ở vị trí cao hơn để ra hiệu cho người đọc rằng có một âm chìm hoặc lướt đi, không trọn âm nguyên thủy.

## Lịch sử
Dấu viết lược xuất hiện đầu tiên trong trước tác De Aetna bằng tiếng Latin của Pietro Bembo năm 1496. Dấu này sau có mặt trong tiếng Pháp rồi du nhập tiếng Anh vào thế kỷ 16.
Một số thí dụ trong tiếng Pháp là l'heure khi âm 'a' trong 'la heure' bị lướt qua (elision) coi như âm câm. Ngoài ra về mặt chính tả những mẫu tự bị bỏ qua cũng sẽ dùng dấu viết lược:  un' heure, đúng ra phải viết là une heure.
Trong tiếng Anh thì thể nhạc rock 'n' roll khá phổ biến. Hai dấu viết lược ở đây lướt bỏ "and" thành 'n' trong danh từ "rock and roll".
Đối với tiếng Việt vì đây là một ngôn ngữ đơn âm và đơn lập nên gần như không dùng dấu viết lược trong chính tả.